# Kostelecké Horky
Kostelecké Horky là một làng thuộc huyện Rychnov nad Kněžnou, vùng Královéhradecký, Cộng hòa Séc.